# Вувузела
Вувузелата (на зулуски: Vuvuzela) или известен още като лепатата е духов музикален инструмент, символ на южноафриканския футбол. Инструментът има формата на тръба в различни светли цветове със стандартна дължина от 65 cm, като може да достигне дължина до 1 метър и звучене като на тромпет.
Звукът му напомня тръбенето на слон, но е по-силен. Изработва се от пластмаса или ламарина. На стадионите звукът на хилядите вувузели се възприема като шума от рояци оси. Нивото на звука на инструмента е измерено на 127 децибела (dB). По време на футболните мачове това представлява опасно високо ниво на звуково налягане за незащитени уши. На 14 юни 2010 г. е обявен нов модел с променен мундщук, който би трябвало да намали звука с 20 dB. Всеки шум, който е над 84 децибела е опасен за слуха на човека. Заради силния шум тапите за уши са свършили покрай световното. Има случаи в които вувузелата е използвана и като оръжие, а заради шума е забранена в някои германски градове. Освен че може да е опасна за слуха, вувузелата се оказва опасна и за гласните струни при свиренето с нея.

## Наименование
Произходът на името е оспорван. Някои смятат, че името идва от зулуски и означава правене на шум, но според други името произхожда от звука „ву-ву“, който инструментът произвежда.

## История
Вувузела става популярна в Южна Африка през 1990-те години. От 2001 година започва масовото производство на вувузела от пластмаса от фирмата Masincedane Sport.
Вувузелата стана символ на Република Южна Африка още по време на Купата на конфедерациите през 2009 година и най-използвания инструмент по време на световното. Масовото използване на вувузела на стадионите в Република Южна Африка води до разгорещен спор дали да бъде разрешено използването им на световното първенство през 2010. Някои телевизионни станции, а също така и играчи, се чувстват силно притеснени от звука на вувузела и се обръщат към ФИФА с молба, ползването на вувузела на стадионите по време на световното първенство 2010 да се забрани. Противниците на вувузела смятат, че звукът му е безсистемен и пречи на треньорите и играчите да се съсредоточат, а на коментаторите да работят. Защитниците на вувузелата я считат за важна част от южноафриканската култура. По света вувузелата се възприема различно.
Президентът на ФИФА – Сеп Блатер, отхвърля предложението за забраната на вувузелите в стадионите. На 18 юни 2010 г. ФИФА излиза с решение против забраната на вувузела на световното.

## Галерия
- Знак за предупреждение от вувузелата. 2010
- Вувузела
- Вувузели в ръцете на почитатели на Националния отбор по футбол на Бразилия по време на деня на вувузелата.
- Вувузели в различни цветове в деня на вувузелата.